# Генроин
Генроин (на японски: 元老院) или „Камара на старейшините“, представлява национално събрание през ранния период Мейджи, създадено след конференцията в Осака през 1875 г. Терминът също се използва и за „сенат на Япония“, за римския сенат, както и за други законодателни органи на западните държави.
Генроин се създава след като Движението за свобода и народни права, което е съставено от висши държавници от периода Мейджи, напуска правителството като част от усилията си за въвеждане на представителна демокрация. На конференцията в Осака, в опит да се реши този въпрос, се създава Генроин. Това е национално събрание, чиито членове (които на теория се назначават от императора) се избират от аристокрацията, висшите държавни служители и различни учени. Първоначално е решено броят на неговите членове да бъде неограничен, като всеки председател и заместник председател имат право да назначат по един свой помощник, но по-късно поради финансови причини броят е фиксиран на 32 души и 28 служители на 25 ноември 1886 г. През ноември 1875 г. е създаден допълнителен пост, този на секретар, който да съдейства на председателя и на него е назначен Коно Тогама. Като цяло работата на този орган се оказва изключително тромава.
Генроин няма цялостни законодателни права, а само да разглежда предложенията за закони и да прави забележки. Този орган заменя т.нар. „Лява камара“ (左院), която представлява подобно законодателно събрание в периода 1871 г. – 1875 г. Заради редица институционални ограничения, Генроин не успява да изпълнява пълноценно функцията си и резултатите от неговата работа са спорни.
През 1876 г., Генроин се заема със задачата да изработи японска конституция, чийто първоначален вид е завършен през 1880 г., и е отхвърлен от Ито Хиробуми и Ивакура Томоми защото е прекалено либерална. Впоследствие Генроин се разраства до 91 души, много от които ще бъдат прехвърлени в долната камара на японския парламент. През 1890 г., японската Диета заменя Генроин.